# 비테슬라프 베셀리
비테슬라프 베셀리(체코어: Vítězslav Veselý, 체코어 발음: [ˈviːcɛslav ˈvɛsɛliː], 1983년 2월 27일~)는 체코의 육상 선수로 주 종목은 창던지기이다. 2012년 하계 올림픽과 2020년 하계 올림픽에서 남자 창던지기 부문에서 동메달을 획득했으며 2013년 세계 육상 선수권 대회에서 금메달을 획득했다. 또한 유럽 육상 선수권 대회 1회 우승, 2회 준우승, 다이아몬드 리그 2회 우승(2012, 2013), IAAF 콘티넨털컵 1회 우승(2014)을 달성했다.